# San Marco Evangelista
San Marco Evangelista – miejscowość i gmina we Włoszech, w regionie Kampania, w prowincji Caserta.
Według danych na rok 2004 gminę zamieszkiwało 5855 osób, 1171 os./km².